# فرط تكون الملاط
فَرطُ تَكوّن المِلاط هي حالة غَيرُ ورَميّة، مَجهولةُ السَّبَب، تتميّز بالتَّراكم المُفرِط للمِلاط العادي (المِلاط هو نَسيجٌ متكلِّس) على جذور سنٍ واحدةٍ أو عدّة أسنان. طبقةُ المِلاط هذه تتميز بأنها أكثر سماكةً، وتتكوَّن بشكلٍ رئيسيّ على قمّة السن، فتُعطي الأسنان مظهراً بصليّ الشّكل أكبر من الحجم الطّبيعيّ للسن.

## الأسباب
فرطُ تكوُّنِ المِلاط يُمكِن أن تُسبِّبهُ أشياء عديدة. هُناكَ طريقةً لتذكّر هذه الأسباب وهي “PIG ON TAP”.
العوامل الموضعيّة:
- الرّضح الإطباقي.
- الرّضح.
- السن المعطَّل.
- (السن المحشورة، السِّن المطمورة، الأسنان من غيرِ أسنانٍ مُضادّة).

العَوامل الجهازيّة:
- مجهولة السّبب.
- العَملَقة النُّخاميّة.
- داء باجيت.
- العَرطَلَة ( ضَخامةُ النِّهايات ).
- الوَرَم الحُبَيبي المُحيط بالقِمّة ( الوَرم الحُبَيبي لِحوائط الذَّروة) .
- التهاب المَفاصِل.
- التكلّس .
- حمّى الرّوماتيزم.

فَرطُ تكوُّنِ المِلاط المعمم قَد يكون أحد مضاعفاتِ داء باجيت. وقَد يكونُ أيضاً آلية تعويضيّة لزيادةِ الارتِفاع الإطباقيّ النّاتِجِ عَنِ الاستِنزاف.

## الأعراض
يشعُر الشَّخص بشعور غير مريحٍ بالسّن، ثمّ يلي ذلك ألماً متواصلاً خفيفاً. ويُمكن أن يتم الكَشف عنهُ مِن خلال الأشعّة، حيثُ نرى كُتلة ظليلة للأشعّة(أو أخفّ لوناً) في قِمّةِ كلّ جذرٍ.

## المُضاعفات
هذهِ الطَّبقة الزائدة، البصَليَّة الشكل، التي تكوّنت على الجَذر، قد تتعارض مع عملية قلع السّن، خصوصاً إذا كانت الأسنان المُجاوِرة أسناناً مُندَمجة. وقَد تؤدّي أيضاً إلى نَخرِ اللُّب من خلال سَدّ أو عَرقَلَة مَجرى الدَّم وتَدَفّقهِ عبر ثُقبَة قمَّةِ السِّن.

## الآثار السريرية لفرط تكون الملاط فيطبلب الأسنان
ذكر بينيرو وآخرون من خلال مراقبة الأسنان المصابة بفرط تكون الملاط أن قناة الأسنان تظهر في الصور الإشعاعية أعلى بـ 1مم عن نهاية الجذر وأيضا أكدو على أن أخصائي طب لب الأسنان يمكن أن يواجهو صعوبة في مثل هذه الحالات من حيث تشكيل قناة الجذر والوصول لملء كافي لها لان الملاط المتكون يمكن أن يكون غير نفّاذ (مقاوم) للأدوات المستخدمة في طب لب الأسنان وإنه من المهم التأكيد على أن تشكيل قناة الجذر والملء غير الكافي لها سيتسبب في إبقاء أي منطقة أنسجة ملتهبة أو ملوثة داخل قناة الجذر من دون أي علاج مما يؤدي إلى فشل علاج لب السن.
كولديج كان على الأغلب أول من أشار إلى دور فرط تكون الملاط في طب لب الأسنان، وقد صرح أن فرط تكون الملاط يمكن أن يكون له أثر في حالات كسر الجذر إما بسبب التعدي على النسيج الذي يربط الجذر بالعظم أو بسبب ضربة ويمكن أيضا أن يؤثر في إزالة العصب وفي علاج التهاب محيط ذروية الأسنان.
نسبة إلى بينيرو يمكن أن يمثل فرط تكون الملاط مواقع إضافية للبكتيريا لانشاء مستعمرات لها في حالة تلوث العصب كما أنه يساهم في جعل التهاب دواعم الأسنان (النسيج الذي يربط الجذر بالعظم المحيط) المزمن مقاوم للعلاج.